# Jean-René Le Moing
Jean-René Le Moing (Parigi, 28 maggio 1929 – Lancieux, 6 giugno 2012) è stato un fumettista e illustratore francese di fumetti e di cartoni pubblicitari. 
È il creatore della mascotte del chewing-gum Mr Malabar.

## Biografia

### Gioventù
Il padre, operaio nato nel V arrondissement di Parigi, e la madre, originaria creusana, si sposano l'8 settembre 1928 nell'XI arrondissement. Il loro unico figlio nacque il 28 maggio 1929 nel 12º arrondissement. I suoi genitori abitavano al numero 5 di rue de Godefroy Cavagnac. È cresciuto nel 19º arrondissement.

### Gli inizi della carriera di disegnatore
Le prime tracce del suo lavoro di disegnatore sono i personaggi di Chevalier Emerik e Peter Pat nel periodico L'Express Illustré del 1952. Nello stesso anno, scrive storie complete, giochi e illustrazioni per le pubblicazioni delle seguenti case editrici: Cœurs vaillants e Âmes vaillantes.

### Atelier 63
Intorno al 1955, quando Daniel Gauchy se ne andò dall'Atelier 63, Christian Gaty lo invitò a entrare, dove lavorava a destra entrando, di fronte a Lucien Nortier a sinistra, poi a Robert Gigi e Christian Gaty, con Raymond Poïvet solo in fondo. È in questo periodo che incontra Albert Uderzo, che diventerà suo amico. Uderzo ricorda che Le Moing brontolava guardando il futuro autore di Asterix al lavoro: "Ci arriverò! Ci arriverò! Sì, sì, ci arriverò".
A differenza degli altri illustratori, Jean-René Le Moing non aveva strisce regolari da fornire, ma faceva molte illustrazioni pubblicitarie. Così aiutava i suoi colleghi quando erano oberati di lavoro. Si occupava degli sfondi e dell'inchiostrazione, in modo che loro dovessero aggiungere solo i personaggi principali.

### EdiFrance / EdiPresse
Dal 1955 al 1958, mentre lavorava all'Atelier 63, entrò a far parte di Edifrance/Edipresse, la società creata da Jean-Michel Charlier, Albert Uderzo, René Goscinny e dal loro amico Jean Hébrard, tutti e quattro provenienti da World Press. "All'epoca abbiamo assunto un ragazzo simpatico per aiutarci con i layout. Si chiamava Jean Le Moing ed era di natura piuttosto gioviale. Lo incontrammo in uno studio in rue des Pyramides, dove lavorava il grande Raymond Poïvet...", racconta Albert Uderzo. Realizza anche Les aventures de Pamcoq per la rivista pubblicitaria di abbigliamento "Conchon-Quinette " .
Nel 1955-1956 illustra due Histoires de l'oncle Paul per Spirou.
In questo periodo conosce Jean Hébrard, Victor Hubinon, Jean-Michel Charlier, Georges Langlais (Gal), Martial e René Goscinny. Nel 1959, fa parte del team creativo di Pilote. Raymond Poïvet racconta: "Sono entrato in Pilote grazie a un amico che era in qualche modo associato al gruppo Goscinny-Charlier-Uderzo. Si chiamava Jean Le Moing e faceva parte, non so perché, del team creativo di Pilote. Mi aveva parlato di me ed è così che sono entrato in contatto con Goscinny che, all'epoca, era molto più umile di adesso."
Con Pistolin ha disegnato diverse storie della serie storica Les Grands Noms de l'histoire de France e ha collaborato con Albert Uderzo per illustrare 57 testi di Les Enfants héroiques.
Lavora regolarmente in pubblicità. Con l'agenzia Havas, il suo stile è visibile in numerose pubblicità (Briques magiques, Caran d'aches, Mallat o Reynolds...) e con l'agenzia Publiart, produce la pubblicità del Club Tintin View-master.
Nel 1960 illustra il libro L'Indien aux yeux clairs di Hélène Chauvet - pseudonimo L.N. Lavolle,
Nel 1962, presso Vaillant, Le Moing assiste Lucien Nortier per la copertina di Lynx Blanc.

### La creazione della Mascotte Malabar
Intorno al 1965, viene scelto dall'agenzia Havas per illustrare la pubblicità dei marchi di General Foods France. Gli fu chiesto di disegnare gli adesivi del chewing-gum Malabar, 142 adesivi tatuati in 5 serie, attaccati alle gomme da masticare dal 1965 al 1969.
Gli fu poi chiesto di creare un personaggio che incarnasse il marchio: disegnò un uomo grande, forte e intelligente che aiuta i bambini. L'eroe era facilmente riconoscibile per la sua maglia gialla e la grande M sul petto.
Nel 1969, una prima serie di 28 vignette di tatuaggi mostrava il personaggio mentre mostrava la sua forza e la sua gentilezza ai bambini. Nel 1972, una seconda serie di 28 vignette per tatuaggi fu dedicata interamente agli sport olimpici.

### Lo studio SOS Dessin
Tra il 1965 e il 1966 lavora in uno studio in Rue de Jarente, prima di unire le forze per creare lo studio SOS Dessin.

### Lo studio di cré/action.
Nel 1969 crea il suo primo studio "cré/action "10, al 3 di Rue Gramont, Parigi 2. Vi lavorano una decina di dipendenti e una filiale a Nantes.

### Lo studio Prest'Agence
Nel 1973 fu creato lo studio Prest'Agence11 al 171 di avenue Charles de Gaule a Neuilly (92).

### Studio LPL
Nel 1985 viene fondato lo studio L.P.L.12 con altri due soci. L'azienda è l'acronimo dei fondatori Lemoing / Possesse / Lapipe. L'obiettivo era creare strumenti per la presentazione di campagne (tabelle, grafici e diapositive), nonché oggetti e figure in volume. L'avventura si è conclusa nel 1994

### La fine della sua carriera
Il padre muore a Saint-Malo, all'età di 82 anni, nel 1987. A Lancieux, nella regione delle Côtes-d'Armor, viveva con la madre, che perse nel 1999 all'età di 90 anni.
Nel marzo 2012, la società Cadbury, proprietaria del marchio Malabar, ha ritirato la sua storica mascotte per installare il gatto Mabulle.
A metà aprile 2012, Jean-René Le Moing è stato ricoverato all'ospedale di Saint Malo, dove è morto.

## Opere
Chevalier Emerik e Peter Pat nella rivista l'Express illustré nel 1952-1953 (pubblicazione di breve durata di 3 numeri)
Histoires de l’oncle Paulcon con la sceneggiature di Octave JolyIl 306 Fabius, n. 92213
- Les 306 Fabius, no 922[11]
- Gordini, no 935[11]
- Les Fratellini, no 961

Aventures de Pamcoq in contatto Pamcoq, brochure pubblicitaria per l'abbigliamento Conchon-Quinette
- Les aventures de Pamcoq, dans Pamcoq nº11 et 12 en 1957

Histoires vraies : Les grands noms de l’histoire de France :
Récits sur 4 pagine sotto forma di fumetto
- Pistolin no 41 d'octobre 1956: Tom Souville
- Pistolin no 49 de février 1957: Le vrai d'Artagnan
- Pistolin no 51 de mars 1957: Cyrano de Bergerac
- Pistolin no 65 d'octobre 1957: Hoche

Récits sur 2 pages, con testi sotto le immagini
- Pistolin no 70 de décembre 1957: le prestidigitateur Caseneuve
- Pistolin no 71 de début janvier 1958: la première traversée de la Manche

È una «Storia di Guerra»
- Pistolin no 72 de fin janvier 1958: opération Jéricho

I ragazzi eroici
- Pistolin no 6 à 72: Avec Albert Uderzo illustration commune des 57 textes écrit par René Goscinny

L'univers inconnu du magazine Jeannot
- Rubrique dans les nº 2, 3, 4 5 et 6

Sinbad Simms, Shark boy of the sea! 1960, publié dans les nº110 à 1107 du magazine Knockout
Reprise de Lynx blanc de Roger Lécureux sur des scénarios de Jean Sanitas, il assiste Lucien Nortier en 1963 dans Vaillant
- no 889 à 903: 30 planches – La patrouille de la jungle
- no 904 à 933: 60 planches - La patrouille de la jungle

En 1963, La patrouille de la jungle
- no 934 à 950: 34 planches – Le monde retrouvé
- no 951 à 963: 26 planches – L’okapi blanc
- no 964 à 970: 13 planches – Le vieux solitaire
- no 971 à 1002: 61 planches + page annonce La déesse aux diamants

Série de vignettes tatouage pour le chewing-gum Malabar, en 1965
- 1965: série de 28 vignettes - Décalque 1
- 1968: série de 28 vignettes - Décalque 2
- 1968: série de 28 vignettes - Décalque 3
- 1968: série de 28 vignettes - Décalque 4
- 1968: série de 30 vignettes - Big malabar

La création de la mascotte de M. Malabar en 1969
- 1969: série de 28 vignettes - Tatouages à la fleur
- 1972: série de 28 vignettes - Jeux olympiques de 1972

La pêche en mer illustrée d'André Pejouan
- 1993: réalisation des illustrations de l'ensemble du livre